# Blocksberg (Calvörde)
Der Blocksberg ist eine Erhebung der Calvörder Berge. Er liegt bei Böddensell auf den Gemarkungsgrenzen von Calvörde und Böddensell im sachsen-anhaltischen Landkreis Börde. Auf Calvörder Gebiet ist er 113,1 m und auf Böddenseller Seite 112,9 m ü. NHN hoch.

## Geographie

### Lage
Der Blocksberg erhebt sich im Mittelteil der Calvörder Berge im Calvörder Forst. Er liegt zwischen den Dörfern Calvörde im Nordosten, Böddensell im Südwesten und Grauingen im Nordwesten. Nördlich befindet sich der Lange Berg (106 m), ostnordöstlich der Mörderberg (116,8 m), südöstlich der Cloridenberg (124,6 m) und nordwestlich der Reuterberg (87,1 m). Etwas östlich verläuft die Landesstraße 25 vorbei, südwestlich die Bahnstrecke (Magdeburg–Wolfsburg) und jenseits davon die Kreisstraße 1136 (Grauingen–Böddensell).

### Naturräumliche Zuordnung
Der Blocksberg gehört in der naturräumlichen Haupteinheitengruppe Weser-Aller-Flachland (Nr. 62), in der Haupteinheit Ostbraunschweigisches Flachland (624) und in der Untereinheit Obisfelder-Calvörder Endmoränenplatten (624.5) zum Naturraum Calvörder Hügelland (624.53).

## Beschreibung und Geschichte
Der Blocksberg ist von Wald des Calvörder Forsts bedeckt. Er war lange Streitpunkt zwischen Calvördern und Böddensellern. Der Berg liegt auf der Seite des Amt Calvörde und trotzdem schlugen die Böddensellern hier ihr Holz (wie Bauholz oder Brennholz). Der Streit eskalierte nie, da der Herzog vom zum Freistaat Braunschweig mit dem König von Preußen verwandt war.